# Massacre de Kalávryta
- Invasion de l'Albanie
- Guerre italo-grecque
- Invasion de la Yougoslavie
- Opération Châtiment
- Bataille de Grèce
- Opération Abstention
- Bataille de Crète
- Campagne de la mer Noire

Le massacre de Kalávryta, également appelé l’holocauste de Kalávryta, est un crime de guerre nazi perpétré par des membres de la Wehrmacht, le 13 décembre 1943, dans le village de Kalávryta au cours de l’occupation de la Grèce pendant la Seconde Guerre mondiale.

## Histoire
Le 9 décembre 1943, le village est cerné par les soldats allemands afin qu'aucun habitant ne puisse s'échapper. L'armée allemande rassure les habitants en leur indiquant qu'elle ne recherche que des rebelles. Les troupes allemandes dirigées par Karl von Le Suire, en représailles à la mort de 81 soldats allemands tués par des résistants, brûlent certaines maisons du village. Le 12 décembre 1943, les femmes et enfants de moins de 14 ans, sont séparés des hommes et enfermés dans l'école. Les hommes sont conduits à l'extérieur du village et abattus. Une estimation indique qu'ils auraient été 1 436 hommes âgés de 14 à 80 ans, soit 70,5 % de la population masculine du village. Seuls treize hommes en réchappent. Les femmes et les enfants parviennent à s'échapper de l'école sans réaction des soldats préposés à leur garde. Le village est ensuite incendié, ainsi que le monastère de la Sainte Laure du Péloponnèse, lieu symbolique d'où avait commencé la guerre d'indépendance.
Sur les lieux du massacre, s'élève aujourd'hui un mémorial rappelant la date de l'évènement et portant sur de hautes stèles le nom de toutes les victimes. Le dernier des 13 survivants du massacre, Argyris Serlelis, est décédé le 27 février 2005.

## Dans l'art
- Le Requiem (1984) par Míkis Theodorákis est dédié aux victimes du massacre de Kalavryta[3].

- Kalavryta des mille Antigone, texte de Charlotte Delbo in "La mémoire et les jours" (Berg International 1991).
- Athos le forestier (2019), roman de Maria Stefanopoulu (éditions Cambourakis).

- Kalávryta 1943 (2021), film de Nikólas Dimitrópoulos[4].